# Ambiaxius alcocki
Ambiaxius alcocki är en kräftdjursart som först beskrevs av McArdle 1900.  Ambiaxius alcocki ingår i släktet Ambiaxius och familjen Calocarididae. Inga underarter finns listade i Catalogue of Life.